# Muškařský naviják

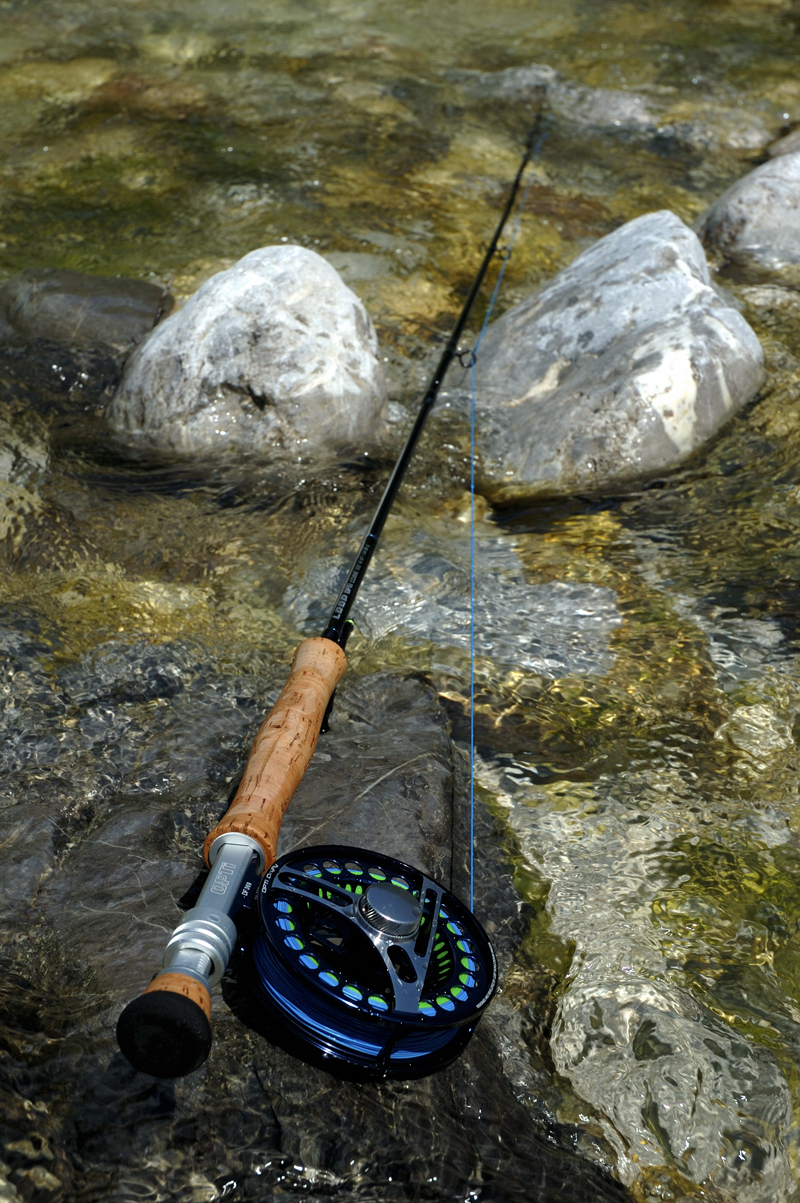
Muškařský prut včetně navijáku

Muškařský naviják slouží k ukládání muškařské a podkladové šňůry backingu, upevňuje se pod rukojeť muškařského prutu. Koncepce vychází ze třech stavebních prvků: osy, cívky a těla. Zatímco klasický rybářský naviják prodělal během své evoluce spousty funkčních a designových změn, muškařský naviják je po několik staletí pořád stejný. Cívka, ve které je uložena muškařská šňůra s backingem, se otáčí kolem kolmé osy v těle navijáku. Muškařský naviják nemá řadič ani překlapěč, muškařská šňůra je navíjena rotací cívky, která je zajištěna kličkou. Nejčastěji je klička upevněna přímo na cívce - převod 1:1, méně často přes soustavu převodů z ozubených kol. Může mít i brzdný systém, nejčastěji z tenkých lamel (korek, teflon, grafit, kov) - disková brzda, nebo západkový typ brzdy. Rozlišují se dva typy cívek - LA z anglického large arbor - mezi osou a cívkou je volný prostor, cívka má velký průměr, nebo klasický typ - cívka je rovnou na ose a má malý průměr.

## Materiály pro výrobu muškařských navijáků
- hliník a dural
- titan
- grafit
- kompozity